# Monjarás
Monjarás é uma cidade de Honduras localizada no departamento de Choluteca.